# Великий князь угорський
Великий князь (угор. Nagyfejedelem) — титул, який використовували тогочасні джерела для імені лідера федерації угорських племен у Х столітті.
Великий князь (Nagyfejedelem), ймовірно, посада, на яку особа обралася лідерами федерації семи угорських і трьох каварських племен (розкольницьких хозарських племен), які приєдналися до угорців до 830 року. Однак перший великий князь Алмош, батько Арпада, швидше за все був призначений хозарським каганом. наразі чітко не встановлено чи був великий князь духовним лідером федерації (kende), воєначальником угорських племен (gyula) чи новою посадою.
Коли угорців витіснили з Етелькоза і вони перемістилися в Карпатський басейн (Honfoglalás), влада великого князя ніби зменшилася. До часів Гези Трансільванією правив (напів)незалежний лідер (gyula). Стефану (Vajk) довелося завойовувати не лише території gyula, а також землі Айтони (Ajtony) і чорномадярів.
Титул зник під час коронації Стефана I (Vajk) 25 грудня 1000 року або 1 січня 1001 року. 

## Великі князі угорські
- Алмош (бл. 850 — бл. 895)
- Арпад (бл. 895 — бл. 907)
- Золта (бл. 907 — бл. 950)
- Файс (бл. 950 — бл. 955)
- Такшонь (бл. 955 — бл. 970)
- Геза (бл. 970—997)
- Стефан /Вайк (997—1000, став першим королем угорців)

Невідомо точно, скільки великих князів Угорщини правили між передбачуваною датою смерті Арпада (бл. 907 р.) і моментом сходження на трон Файса (бл. 948 р.), тому що, здається, хроніст угорських королів, який походив з гілки Солта після 1000 року, хотів зробити все, щоб забути правління між 907 і 950 роками, коли владан належала іншим гілкам династії Арпада, що походили від інших 3 синів Арпада: Таркацу/ Ліюнтика, Єлек, Юточа, які або їхні нащадки, ймовірно, правили Угорщиною в цей період, згідно з кочовим звичаєм лествичного старшинства, який використовувався угорськими правителями до 1000 року. Тиша хронік є причиною того, що сьогоднішні історики не можуть точно встановити весь список великих князів угорських між 907 і 955 роками, і єдиними відомими правителями є Солт (з угорських хронік) і Файс з книги візантійського імператора Костянтина VII, Про управління імперією, який зберіг довший список імен з родини Арпадів, ніж угорські хроніки, зосереджені лише на правлячій гілці Золта. Причиною забуття Файса з угорських хронік було те, що він був сином не Солта, а Юточи. Якби Про управління імперією не було, про нього було б відомо дуже мало. Про управління імперією зберегло ім'я Файша як Великого князя Угорщини, оскільки воно було написано під час його правління. Але імена інших великих князів, які не були з гілки Солтів, які, ймовірно, правили до і після нього, невідомі.